# Mosquée Al-Rashid
La mosquée Al-Rashid se trouve à Edmonton (Alberta), au Canada. Ouverte en 1938, il s'agit de la première mosquée construite dans le pays et la troisième d'Amérique du Nord, après celle de Ross (Dakota du Nord) en 1929 et la Mother Mosque of America à Cedar Rapids (Iowa) en 1934.

## Histoire

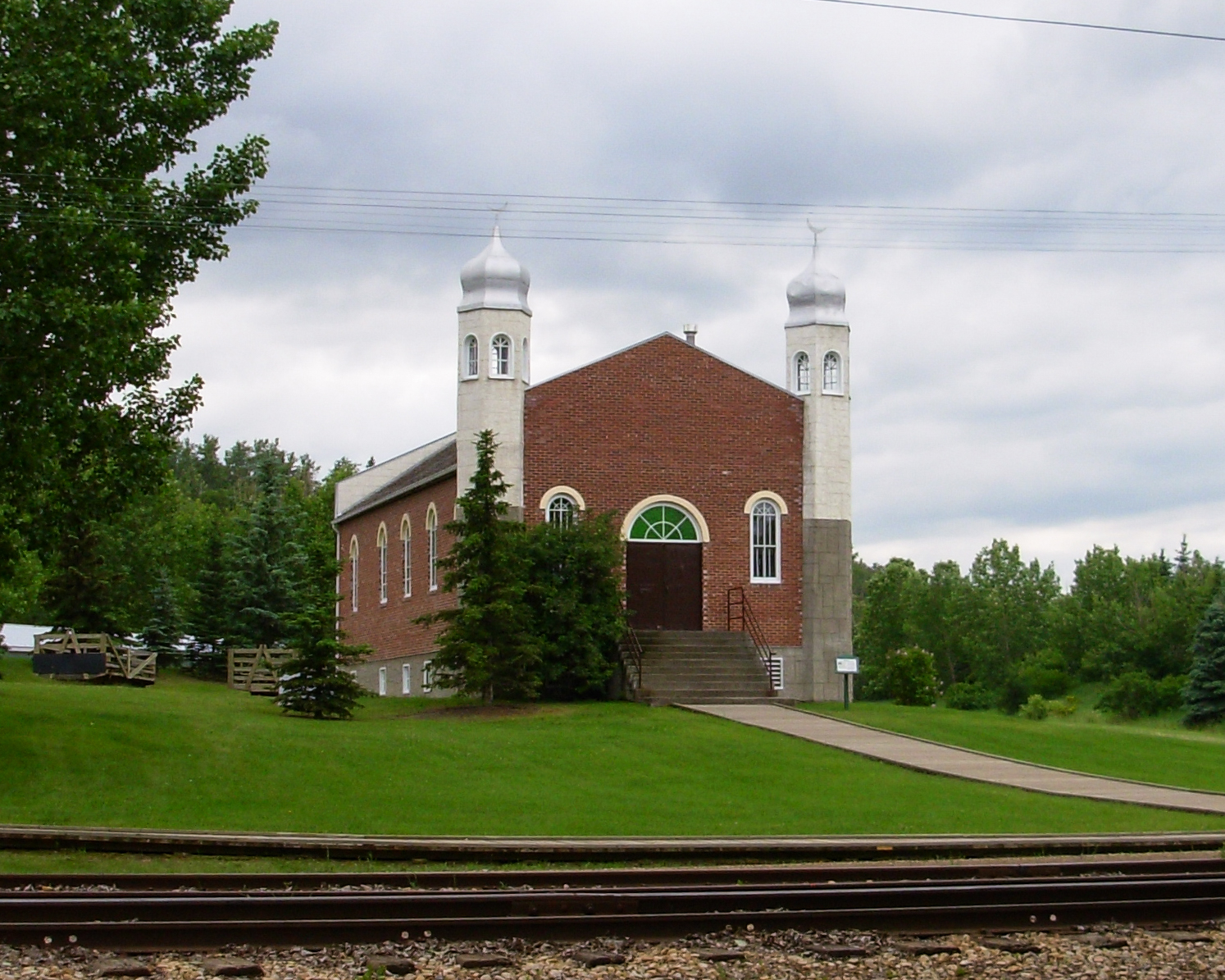
La mosquée en 2007.

Au milieu des années 1930, on compte environ 700 musulmans au Canada. Une femme , Aqla Bina va alors s'entretenir avec maire d'Edmonton, John Wesley Fry (en), de son projet d'acheter un terrain afin de construire une mosquée. Avec ses amis, elle recueille des fonds auprès de juifs, de chrétiens et de musulmans pour financer les travaux.
La mosquée est construite par l'entrepreneur ukraino-canadien Mike Drewoth dans un style ressemblant aux églises orthodoxes. Elle ouvre le 12 décembre 1938. Dans les années 1940, le bâtiment est déplacé de son site d'origine à un endroit situé quelques pâtés de maisons plus loin afin d'ouvrir une école.
Dans les années 1980, l'expansion de la communauté musulmane la rend trop petite et le bâtiment se dégrade. La ville, propriétaire du terrain, envisage alors la démolition de l'édifice pour étendre son hôpital. Mais en 1991, la mosquée est finalement déplacée vers Fort Edmonton Park pour un coût de 75 000 $. Environ un an plus tard, le 28 mai 1992, elle rouvre.
Muhammad Abdul Aleem Siddiqi (en) a contribué au développement de la mosquée.